# 11 август
11 август е 223-тият ден в годината според григорианския календар (224-ти през високосна). Остават 142 дни до края на годината.

## Събития
- 117 г. – Адриан става император на Римската империя.
- 1492 г. – Александър VI е избран за римски папа.
- 1786 г. – Основана е първата британска колония в Малайзия.
- 1791 г. – Адмирал Ушаков побеждава турския флот край нос Калиакра.
- 1804 г. – Императорът на Свещената Римска империя Франц II става първи император на Австрия.
- 1849 г. – Лидерът на унгарските революционери Лайош Кошут бяга от Унгария.
- 1858 г. – За първи път е изкачен връх Айгер в Бернските Алпи от Кристиан Алмер, Петер Борен и Чарлз Барингтон.
- 1863 г. – Камбоджа става протекторат на Франция.
- 1877 г. – Водят се най-ожесточените и решаващи боеве при Шипка в Руско-турската война.
- 1903 г. – При пожар в Парижкото метро умират 84 души.
- 1906 г. – Във Великобритания Французинът Йожен Лост получава първия в света патент за говорещ филм.
- 1923 г. – Българското правителство отпуска по 30 млн. лв. за подпомагане на бежанците и на инвалидите, сираците и вдовиците от войните.
- 1926 г. – Кодак започва работа по създаването на цветна фото- и кинолента.
- 1941 г. – От СССР в България пристигат нелегално инструктори за партизанското движение и за изграждане на разузнавателна организация, начело с Цвятко Радойнов и Съби Димитров.
- 1944 г. – Втората световна война: Англо-американската съюзна авиация бомбардира с. (сега град) Койнаре.
- 1948 г. – Българският национален комитет се регистрира като антикомунистическа организация и става официален представител на българската политическа емиграция по света.

- 1952 г. – Хюсеин I става крал на Йордания.
- 1959 г. – В Москва е открито международното летище Шереметиево.
- 1960 г. – Чад обявява независимост от Франция.
- 1962 г. – Космическият апарат „Восток 3“ е изведен в орбита.
- 1969 г. – Даяна Рос представя в клуб в Бевърли Хилс групата The Jackson 5, с която пред широката публика дебютира мегазвездата Майкъл Джексън.
- 1972 г. – Виетнамската война: Последните сухопътни части от армията на САЩ напускат Южен Виетнам.
- 1982 г. – Бомба избухва на борда на самолета при полет 830 на „Пан Ам“ на път от Токио, Япония до Хонолулу, Хаваи, убит е 1 пътник и са ранени други 15.
- 1984 г. – Варненският делфинариум е открит за посетители.
- 1995 г. – На околовръстното шосе в София катастрофира камион, в който изгарят 14 войници от трудовите войски
- 1999 г. – Последното за 20 век слънчево затъмнение, наблюдавано в много страни по света, включително и от България.
- 2003 г. – НАТО поема командването на международните сили за сигурност в Афганистан.
- 2003 г. – Незапомнена вълна от горещини във Франция (44 °C) отнема живота на 144 души.

## Родени
- 1744 г. – Томас Антонио Гонзага, бразилски поет
- 1787 г. – Йохан Готлиб Ньоремберг, германски физик († 1862 г.)
- 1804 г. – Владимир Одоевски, руски писател, музиковед и меценат († 1869 г.)
- 1814 г. – Иван Мажуранич, хърватски поет и общественик
- 1834 г. – Константин Бискупски, руски офицер († 1892 г.)
- 1837 г. – Сади Карно, президент на Франция († 1894 г.)
- 1854 г. – Михалаки Георгиев, български белетрист († 1916 г.)
- 1858 г. – Вацлав Добруски, български археолог от чешки произход († 1916 г.)
- 1883 г. – Ернст Щадлер, немски поет и критик († 1914 г.)
- 1889 г. – Роналд Фейърбърн, британски психолог († 1964 г.)
- 1891 г. – Станчо Белковски, български архитект († 1962 г.)
- 1903 г. – Селес Каркамо, аржентински психиатър и психоаналитик († 1990 г.)
- 1904 г. – Лео Стоун, американски психоаналитик († 1997 г.)
- 1910 г. – Джордж Хоманс, американски социолог и психолог (1989)
- 1920 г. – Раля Михайловна Цейтлин, палеославист († 2001 г.)
- 1924 г. – Борис Карлов, български музикант († 1964 г.)
- 1926 г. – Леонард Бърковиц, американски психолог († 2016 г.)
- 1937 г. – Мира Попова, български журналист
- 1939 г. – Анатолий Кашпировски, съветски психотерапевт
- 1941 г. – Патрисио Гусман, чилийски режисьор
- 1944 г. – Христо Калчев, български писател († 2006 г.)
- 1948 г. – Ян Палах, чешки общественик († 1969 г.)
- 1950 г. – Стийв Возняк, американски инженер
- 1951 г. – Володя Кенарев, български художник
- 1952 г. – Курт Крес, немски барабанист и композитор
- 1953 г. – Людмил Янков, български алпинист († 1988 г.)
- 1953 г. – Хълк Хоган, американски кечист († 2025 г.)
- 1954 г. – Ивайло Мирчев, български художник
- 1957 г. – Иън Стюарт Доналдсън, британски музикант и неонацист († 1993 г.)
- 1959 г. – Людмил Станев, български писател и сценарист
- 1960 г. – Деян Енев, български писател
- 1964 г. – Стефан Топуров, български щангист
- 1966 г. – Найджъл Мартин, английски футболист
- 1970 г. – Джанлука Песото, италиански футболист
- 1970 г. – Милко Петков, български тенисист
- 1971 г. – Лидия Димковска, македонска писателка
- 1976 г. – Даниел Арнер, дизайнер
- 1976 г. – Иван Кордоба, колумбийски футболист
- 1979 г. – Свилен Василев, български футболист
- 1980 г. – Себастиан Скилачи, френски футболист
- 1988 г. – Тодор Стоев, български футболист
- 1991 г.– Милица Павлович, сръбска поп фолк певица

## Починали
- 480 пр.н.е. – Леонид I, цар на Спарта (* 520 пр.н.е.)
- 353 г. – Магненций, Римски император (* ок. 300 г.)
- 449 г. – Флавиан, патриарх на Константинопол (* ? г.)
- 1456 г. – Янош Хуняди, унгарски държавник (* 1407 г.)
- 1464 г. – Николай Кузански, немски философ, богослов и учен (* 1401 г.)
- 1789 г. – Теодорос Кавалиотис, гръцки просветен деец (* 1718 г.)
- 1844 г. – Ерней Копитар, словенски филолог (* 1780 г.)
- 1903 г. – Нико Йовков, български революционер (* 1879 г.)
- 1910 г. – Никола Филипчев, български революционер (* 1863 г.)
- 1911 г. – Никола Андреев, български революционер (* 1879 г.)
- 1919 г. – Андрю Карнеги, американски бизнесмен и филантроп (* 1835 г.)
- 1932 г. – Максимилиан Волошин, руски поет (* 1877 г.)
- 1935 г. – Джордж Кирби, американски лекар (* 1875 г.)
- 1942 г. – Сабина Шпиелрейн, руска психоаналитичка (* 1885 г.)
- 1945 г. – Стефан Ярач, полски артист (* 1883 г.)
- 1949 г. – Маргарет Мичъл, американска писателка (* 1900 г.)
- 1953 г. – Тацио Нуволари, Бивш автомобилен пилот (* 1892 г.)
- 1955 г. – Робърт Уилямс Уд, американски физик (* 1868 г.)
- 1956 г. – Джаксън Полък, американски художник (* 1912 г.)
- 1956 г. – Минчо Нейчев, български политик (* 1887 г.)
- 1957 г. – Рудолф Вайгл, полски биолог (*1883 г.)
- 1963 г. – Никола Обрешков, български математик (* 1896 г.)
- 1970 г. – Георги Каракашев, български художник и сценограф (* 1899 г.)
- 1972 г. – Макс Тейлър, южноафрикански лекар и микробиолог, Нобелов лауреат през 1951 г. (* 1899 г.)
- 1973 г. – Карл Циглер, немски химик и носител на Нобелова награда за химия (1963 г.) (* 1898 г.)
- 1986 г. – Любомир Кабакчиев, български актьор (* 1925 г.)
- 1987 г. – Живко Чинго, писател от СР Македония (* 1936 г.)
- 1988 г. – Мара Георгиева, българска скулпторка (* 1905 г.)
- 1991 г. – Кольо Севов, български писател (* 1933 г.)
- 1996 г. – Ванга, българска пророчица (* 1911 г.)
- 1996 г. – Мартин Генчев, чешки диригент (* 1914 г.)
- 2003 г. – Хърб Брукс, американски треньор по хокей (* 1937 г.)
- 2014 г. – Робин Уилямс, американски актьор и комик (* 1951 г.)

## Празници
- Армения – Ден на националната идентичност
- Замбия – Ден на младежта
- Зимбабве – Ден на героите
- Йордания – Ден на коронацията на крал Хусейн I (1952 г.)
- Латвия – Възпоменателен ден на борците за свобода на Латвия
- Чад – Ден на независимостта (от Франция, 1960 г., национален празник)